# James Hector MacDonald
James Hector MacDonald CSC (* 28. April 1925 in Whycocomagh; † 30. Mai 2025 in St. Catharines) war ein kanadischer römisch-katholischer Ordensgeistlicher und Erzbischof von Saint John’s, Neufundland.

## Leben
James Hector MacDonald trat der Ordensgemeinschaft der Kongregation vom Heiligen Kreuz bei und empfing am 29. Juni 1953 das Sakrament der Priesterweihe. Er war in den Folgejahren unter anderem Superior des von seinem Ordensseminars St. Joseph.
Papst Paul VI. ernannte ihn am 9. Februar 1978 zum Weihbischof in Hamilton und Titularbischof von Gibba. Der Bischof von Hamilton, Paul Francis Reding, spendete ihm am 17. April desselben Jahres die Bischofsweihe; Mitkonsekratoren waren Joseph Neil MacNeil, Bischof von Saint John’s, New Brunswick, und Joseph Francis Ryan, Altbischof von Hamilton. 
Am 12. August 1982 wurde er zum Bischof von Charlottetown ernannt und am 7. Oktober desselben Jahres ins Amt eingeführt. Am 2. Februar 1991 wurde er zum Erzbischof von Saint John’s, Neufundland ernannt. 
Am 4. Dezember 2000 nahm Papst Johannes Paul II. seinen altersbedingten Rücktritt an. Im Ruhestand wirkte er einige Jahre seelsorglich in den Bistümern London und Hamilton. Ab 2013 lebte er in der Niederlassung seiner Gemeinschaft in Welland.
James Hector MacDonald starb nach längerer Krankheit gut einen Monat nach seinem 100. Geburtstag im Hotel Dieu Shaver Hospital in St. Catharines. Sein Grab befindet sich in der Grabanlage seiner Ordensgemeinschaft auf dem Holy Cross Cemetery in Welland.